# NGC 6872
إن جي سي 6872 تعرف أيضا بمجرة الكوندور مجرة حلزونية ضلعية كبيرة في كوكبة الطاووس وتبعد عنا 212 مليون سنة ضوئية (65 فرسخ فلكي) تصنيف مجري SB(s)b pec . ويقدر عمرها بخمسة مليارات سنة و في تفاعل مجري مع المجرة المحدبة والأصغر أي سي 4970. للمجرة ذرعان ممدودان. من طرف إلى طرف، حجم مجرة إن جي سي 6872 يقدر بحوالي 522000 سنة ضوئية (160،000 فرسخ فلكي)، مما يجعلها واحدة من أكبر المجرات الحلزونية المعروفة .وقد اكتشفت في 27 يونيو 1835 من قبل الفلكي الإنكليزي جون هيرشيل .

## معدل تشكل النجوم
عندما رصدت المجرة باستخدام الأشعة فوق البنفسجية والأشعة تحت الحمراء ، المنطقة الوسطى وقضيب مجرة الكوندور تظهر نجوم قديمة وانخفاض في معدلات تكوين النجوم،مع تزايد معدلات طول الأذرع الحلزونية في نفس الوقت تزداد المسافة عن لب المجرة.المنطقة الأكثر نشاطا في تكوين النجوم، تقع في شمال شرق الذراع، يظهر تدفق نجمي حوالي 1،000 مرة أعلى مما هو عليه في المنطقة الوسطى،وإن كان هذا قد يتأثر بكثافة الغبار النجمي في لب المجرة ,أجزاء طويلة من الأذرع تحمل تشكيلات عنقودية لنجوم شابة تتراوح أعمارها من الف إلى مئة الف مليون سنة.

## تفاعل مجري
المجرة أي سي 4970المحدبة، تقع على بعد عدد قليل من الثواني ، وكما هو معروف تتفاعل مجريا مع مجرة الكوندور.